# Maxwell Tylden Masters
Maxwell T. Masters (Maxwell Tylden Masters) (* 15 de abril de 1833, Canterbury - 30 de mayo de 1907, Ealing) fue un médico y botánico inglés.
Era hijo de William Masters. Estudia en el "King’s College" de Londres y se titula de doctor en Medicina en 1862, en St. Andrews, Escocia.
Se casa con Ellen Tress en 1858, unión que les da cuatro hijos.
Comenzó como subconservador en Oxford y maestro asistente en botánica en el Centro Hospitalario Universitario de St. George, de 1855 a 1868. Paralelamente, es médico liberal en 1856.
En 1870 es miembro de la Royal Society y de la Sociedad linneana de Londres.
Autor de Vegetable Teratology (1869) y de abundantes artículos científicos. Participa, en 1866, de la edición de Treasury of Botany; a popular dictionary of the vegetable kingdom; with which is incorporated a glossary of botanical terms de Lindley (1799-1865) y de Thomas Moore (1821-1887), ilustrado por Henry Adlard (1828-1869).
Por muchos años fue editor de Gardeners' Chronicle, lo que le permitió tener correspondencia con Darwin.

## Honores

### Epónimos
- (Leguminosae) Mastersia Benth.[2]
- Larix mastersiana
- híbrido Nepenthes × mastersiana

- La abreviatura «Mast.» se emplea para indicar a Maxwell Tylden Masters como autoridad en la descripción y clasificación científica de los vegetales.[3]